# Glândula mista

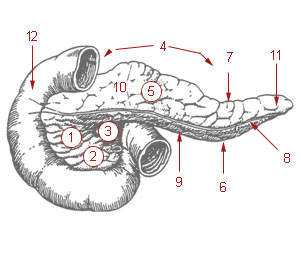
O pâncreas é um exemplo de glândula mista.

Glândula Mista ou Glândula Anfícrina é um tipo de tecido epitelial glandular e que atua simultaneamente como glândula endócrina e glândula exócrina. Como a Glândula endócrina secreta substância na corrente sanguínea e como glândula exócrina produz secreção. São glândulas que possuem uma porção exócrina e outra endócrina.

## Tipos de glândulas
Glândulas podem ser classificadas de acordo com o tipo de substâncias que produzem :
- Endócrinas:quando a secreção é lançada a corrente sanguínea
- Exócrina: quando as secreções são lançadas para fora do corpo ou para o tubo digestório
- Mistas : quando exerce a função de endócrina e exócrina.

Assim a mista possui um canal para eliminar secreções mantendo a função exócrina, mas também elimina seus produtos no sangue como função endócrina.

## No ser humano
As glândulas mistas do ser humano são:
- Fígado: Lança a bile no intestino e os hormônios como IGF-1 (um fator de regulação do crescimento) no sangue.
- Pâncreas: Suco pancreático (enzimas digestivas) no duodeno, insulina e glucagon no sangue.
- Ovários: Ovócito Secundário (lançado para as trompas), estrógeno e progesterona no sangue.
- Testículos: Espermatozoide nos tubos seminíferos e testosterona no sangue.